# غويلرمو ديلغادو (لاعب كرة قدم)
غويلرمو ديلغادو (بالإسبانية: Guillermo Delgado)‏ هو لاعب كرة قدم إسباني، ولد في 7 يوليو 1994 في مدريد في إسبانيا. لعب مع سياتل ساوندرز.

## وصلات خارجية
- غويلرمو ديلغادو على موقع الدوري الأمريكي (الإنجليزية)
- غويلرمو ديلغادو على موقع قاعدة بيانات كرة القدم.إي يو (الإنجليزية)
- غويلرمو ديلغادو على موقع Soccerway.com (الإنجليزية)
- غويلرمو ديلغادو على موقع عالم كرة القدم.نت (الإنجليزية)